# Slaget ved Puebla
 Der er for få eller ingen kildehenvisninger i denne artikel, hvilket er et problem. Du kan hjælpe ved at angive troværdige kilder til de påstande, som fremføres i artiklen.

Slaget ved Puebla fandt sted den 5. maj 1862 tæt ved Puebla By i den mexicanske delstat ved samme navn. Slaget stod mellem hærene fra den Mexicanske Republik under general Ignacio Zaragoza og det Andet Franske Imperium, dirigeret af Charles Ferdinand Latrille, Greve af Lorencez, under det andet franske indtog i Mexico (1862 – 1867). Resultatet af slaget, en mexicansk sejr, var meget vigtigt, da det med styrker, der blev betragtet som underlegne, slog en hær som var en af tidens mest erfarne og respekterede.
På trods af succesen, var det ikke nok til at forhindre, men kun forsinke, den franske invasion. Imidlertid var det, det første vundne slag i en krig som Mexico til sidst endte med at vinde.
Franskmændene vendte tilbage året efter og endnu et slag fandt sted ved Puebla. I dette slag mødte de mexicanske styrker med 29.000 mænd en fransk hær med 35.000 mænd, og forsvarede sig gennem 62 dage. Franskmændene sejrede og avancerede til Mexico City, og etablerede på denne måde det Andet Mexicanske Imperie.
Frankrig var dog ikke i stand til at opretholde imperiet, og efter at have tabt 11.000 mænd til guerillaens konstante aktivitet trak de sig permanent ud af Mexico i 1867.

## Styrker
- Mexico: 4700 soldater, de fleste veteraner fra Reformkrigen, mellem 100 og 300 militiaer og bevæbnede civile.
- Frankrig: 6048 soldater, deriblandt marineinfanteri, 99. Linieregiment, Zuavos anden regiment, jægere fra Afrika og Vincennes.

## Faldne
- Mexico:	83 døde, 131 sårede og 12 forsvundne
- Frankrig: 476 døde, 345 sårede

## Baggrund
I 1861 underskrev Frankrig, England og Spanien Londonkonventionen, i hvilken de forpligtede sig til at sende styrker til Mexico og kræve territoriet som betaling for en gæld på omkring 80 millioner pesos. Lederne af de tre lande sendte et ultimatum til den mexicanske regering om at betale den fulde gæld eller blive invaderet. Benito Juarez, som ledede et Mexico med en nylig påbegyndt økonomisk genopbygning, svarede de tre landes ultimatum med en bøn om en fredlig løsning, men med en reel udsigt til en invasion sendte han tropper til Puebla, under General Zaragoza, for at forsøge at stoppe de franske tropper inden de nåede til Mexico City.
Repræsentanter for de tre allierede lande accepterede invitationen til at forhandle og ankom til Mexico via Veracruz i februar 1862, og efter møder i La Soledad udenfor Veracruz kom parterne frem til en aftale om at beholde Mexicos uafhængighed og integritet, og at forhandlingerne om gæld skulle foretages i et senere møde i Orizaba, hvor der var mere udholdeligt for europæerne end i det tropiske klima ved kysten. Hvis parterne ikke kom frem til en løsning ville de vende tilbage til Veracruz og påbegynde militær fremrykning.
Den 5. marts, mens forhandlingerne i Orizaba stadig var i gang, ankom franske tropper under Charles Ferdinand Latrille, Greve af Lorencez og begav sig mod Tehuacán, og samtidig begyndte konservative general Juan Nepomuceno Almonte at samle mexicanske veteraner fra Reformkrigen for at støtte de franske tropper.
I april 1862, da det gik op for England og Spanien at Frankrig havde interesse i at vælte den mexicanske regering og etablere et fransk monarki, brød forhandlingerne sammen. Repræsentanterne for Spanien og England indledte separate forhandlinger med den Mexicanske regering og accepterede Juarez forslag om tilbagebetaling af gæld, hvorefter de drog tilbage til Europa. Frankrig, derimod, insisterede på at Mexico skulle betale gælden fuldt ud med øjeblikkelig virkning, og samtidig også en godtgørelse for Reformkrigen. Desuden krævede de fuld kontrol over toldindkrævning, og direkte indflydelse på landets politik.
I slutningen af april avancerede de franske tropper mod Puebla for siden at erobre Mexico City. Franskmændene virkede uovervindelige, da de ikke havde tabt et slag siden Waterloo, næsten 50 år tidligere. Denne uovervindelighed var ikke kun grundet i Frankrigs militære styrke, men også skrøbeligheden af Mexico og dets institutioner, som bar præg af 50 års borgerkrig, en svag stat og en splittet befolkning.
Da General Zaragoza hørte om det franske fremtog, forlod han Puebla med 4000 soldater, som han ikke uden besvær og med få økonomiske ressourcer havde samlet, for at gå franskmændene i møde.
Den 28. april mødte den mexicanske hær Lorencez tropper i et bjergpas ved Acultzingo, på grænsen mellem staterne Puebla og Veracruz, i den første formelle militære konfrontation. Zaragozas plan var ikke at lukke bjergpasset, men at åbne ild mod de franske soldater og samtidig medføre fjenden flest mulige tab.
I slaget, kaldet Slaget ved Las Cumbres, blev 500 franske soldater dræbt, mens den mexicanske hær kun tabte 50 mænd. På trods af dette resultat havde Zaragoza ikke tillid til sine mænds evner i kamp i det åbne, og efter mexicanerne trak sig tilbage tog franskmændene kontrol med bjergpasset og afskar dermed det centrale Mexico fra den vigtigste havn i den Mexicanske Golf og havde fri adgang til Puebla.
19°03′00″N 98°12′28″V / 19.05°N 98.2078°V